# Марі-Купта (Марі-Турецький район)
Марі́-Купта́ (рос. Марий-Купта, марій. Марий Купто) — присілок у складі Марі-Турецького району Марій Ел, Росія. Входить до складу Марі-Турецького міського поселення.

## Населення
Населення — 498 осіб (2010; 517 у 2002).
Національний склад (станом на 2002 рік):
- марійці — 98 %